# Catherine Lalumière

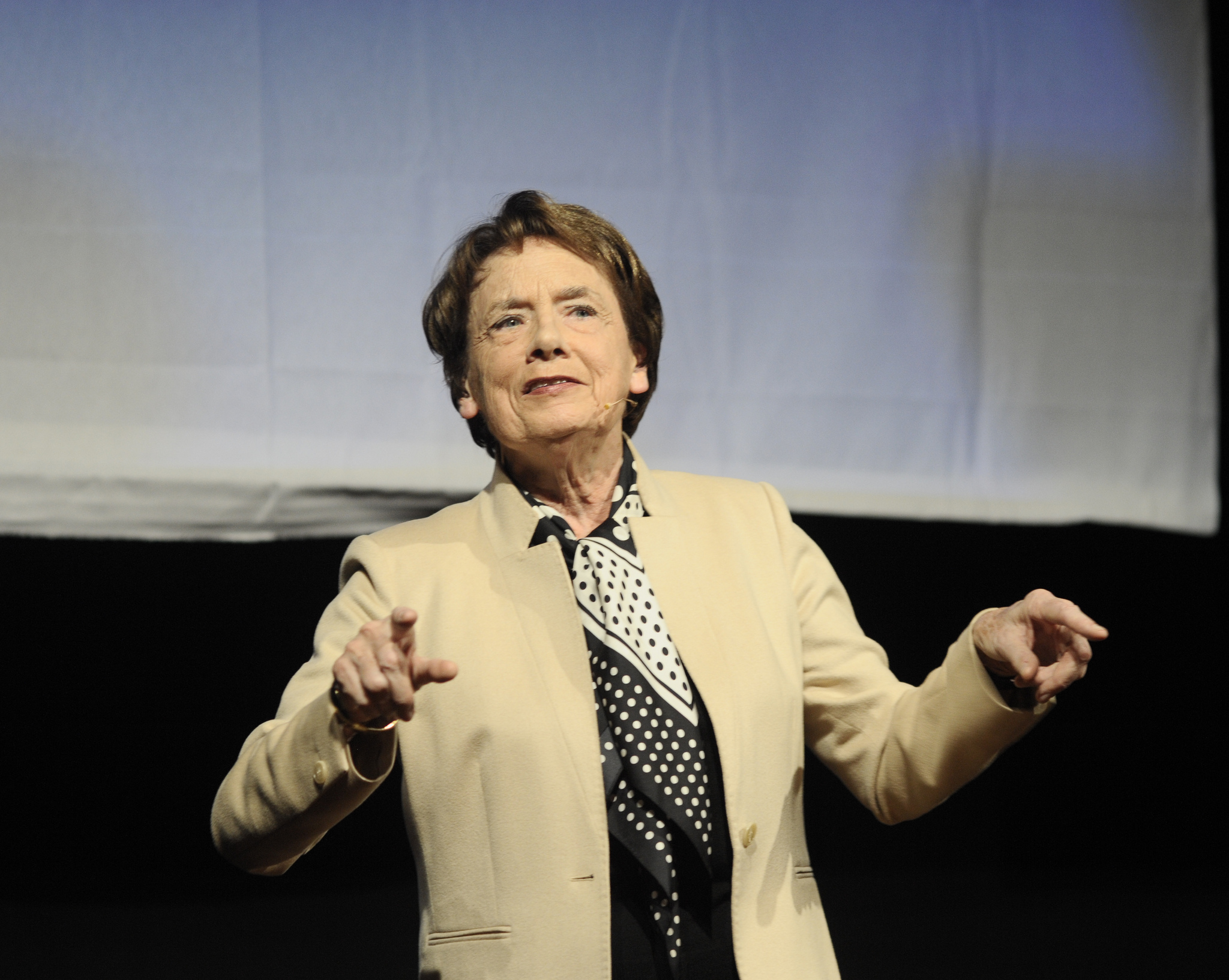
Catherine Lalumière (2014)

Catherine Lalumière (* 3. August 1935 in Rennes, Département Ille-et-Vilaine) ist eine französische Politikerin der Parti radical de gauche (PRG), die mehrere Jahre Abgeordnete der Nationalversammlung, Generalsekretärin des Europarates sowie Mitglied des Europäischen Parlaments war. Catherine Lalumière war die erste Frau in der Funktion als Generalsekretärin des Europarates.

## Leben

### Abgeordnete und Ministerin für Verbraucher
Catherine Lalumière absolvierte nach dem Schulbesuch ein Studium der Rechtswissenschaften und war danach Dozentin für Verwaltungsrecht an der Institut d’études politiques de Bordeaux (IEP de Bordeaux).
1981 wurde sie als Kandidatin der Parti Socialiste nach der Wahl von François Mitterrand zum Staatspräsidenten erstmals zur Abgeordneten der Nationalversammlung gewählt und vertrat dort den Wahlkreis Gironde. Kurz darauf wurde sie von Premierminister Pierre Mauroy am 22. Mai 1981 zunächst zur Staatssekretärin beim Premierminister für den öffentlichen Dienst und Verwaltungsreformen (Secrétaire d'État auprès du Premier ministre, chargée de la Fonction publique et des Réformes administratives) ernannt.
Knapp einen Monat später berief Mauroy sie am 23. Juni 1981 in das neu geschaffene Amt als Ministerin für Verbraucher (Ministre de la Consommation) in sein Kabinett, während ihr Nachfolger Anicet Le Pors wurde, der nunmehr als Minister für den öffentlichen Dienst und Verwaltungsreformen fungierte. Sie bekleidete dieses Ministeramt bis zum 22. März 1983 und wurde dann am 24. März 1983 im Rahmen einer Regierungsumbildung Staatssekretärin beim Minister für Wirtschaft, Finanzen und Haushalt mit der Zuständigkeit für Verbraucher (Secrétaire d'État auprès du ministre de l'Economie, des Finances et du Budget, chargée de la Consommation) und verblieb in diesem Amt auch unter Mauroys Nachfolger Laurent Fabius bis zum 7. Dezember 1984. Nachfolger wurde daraufhin Henri Emmanuelli. Während dieser Zeit war sie Mitglied des neu eingerichteten Rates für den Binnenmarkt und befasste sich dadurch erstmals mit Themen der Europapolitik.

### Staatssekretärin für Europaangelegenheiten
Nachdem Roland Dumas am 7. Dezember 1984 im Kabinett Fabius als Nachfolger von Claude Cheysson Außenminister wurde, übernahm sie als Nachfolgerin von Dumas das Amt als Staatssekretärin beim Außenminister mit der Zuständigkeit (Secrétaire d'État auprès du ministre des Relations extérieures, chargé des Affaires européennes) und verblieb auf diesem Posten bis zum 20. März 1986. In dieser Funktion war sie an verschiedenen Schlüsselthemen der europäischen Integration beteiligt wie der Aufnahme von Portugal und Spanien in die Europäischen Gemeinschaften 1986. Weitere wichtige Themenschwerpunkte jener Zeit waren die Einheitliche Europäische Akte (EEA) sowie das Schengener Abkommen, das sie am 14. Juni 1985 als Staatssekretärin für europäische Angelegenheiten für Frankreich unterzeichnete.
Am 2. April 1986 wurde Catherine Lalumière abermals zur Abgeordneten der Nationalversammlung gewählt und vertrat bis zum 1. Juni 1989 erneut die Interessen des Wahlkreises Gironde. Während dieser Zeit war sie Mitglied des Außenpolitischen Ausschusses der Nationalversammlung und setzte sich für Fragen der europäischen Integration ein. Ferner wurde sie 1987 Mitglied der Parlamentarischen Versammlung des Europarates.

### Generalsekretärin des Europarates
Am 1. Juni 1989 wurde Lalumière mit Unterstützung durch François Mitterrand und dem Bund der Sozialdemokratischen Parteien der Europäischen Gemeinschaft als Nachfolgerin von Marcelino Oreja Aguirre Generalsekretärin des Europarates und bekleidete diese Funktion fünf Jahre lang bis zu ihrer Ablösung durch Daniel Tarschys am 1. Juni 1994.
Ihre Amtszeit war geprägt durch das Ende der Ost-West-Trennung 1989 und dem Zusammenbruch der Sowjetunion, was letztendlich zur Mitgliedschaft der früheren kommunistischen Länder des Warschauer Paktes in europäischen Organisationen führte. Der Europarat spielt eine maßgebliche Rolle in dieser Übergangsphase unmittelbar nach dem Kalten Krieg. Durch die von Lalumière begründeten Beziehungen zu den neuen führenden Politikern Mittel- und Osteuropas unterstützte der Europarat diese Länder bei ihren demokratischen sowie wirtschaftlichen Reformen und prägte damit einen Großteil seiner Arbeit. Dies führte dazu, dass ab 1990 fünfzehn dieser Länder Mitglied des Europarates wurden. Darüber hinaus kam es während ihrer Amtszeit dazu, dass 1993 die Staatsoberhäupter der Mitgliedsländer entschieden, die Mechanismen der Europäischen Menschenrechtskonvention (EMRK) zu reformieren.
Unter ihrer Schirmherrschaft wurde  1994 eine Vinzenz-Rizzi-Gesellschaft gegründet mit Zielen, die „zutiefst humanistisch und demokratisch“ seien: „Die Vinzenz-Rizzi-Gesellschaft will dazu beitragen, am Ende des 20. Jahrhunderts nicht mehr in Kategorien des 19. Jahrhunderts zu denken.“.

### Mitglied des Europaparlaments
Nach Beendigung ihrer Amtszeit als Generalsekretärin des Europarates wurde Lalumière als Kandidatin der Mouvement des radicaux de gauche (MRG) bei der Europawahl 1994 zum Mitglied des 4. Europäischen Parlamentes gewählt und gehörte nach ihrer Wiederwahl als Kandidatin der Parti radical de gauche (PRG) bei der Europawahl 1999 auch dem 5. Europäischen Parlament bis 2004 an.
Während ihrer Parlamentszugehörigkeit war sie zwischen dem 19. Juli 1994 und dem 19. Juli 1999 Vorsitzende der Fraktion der Radikalen Europäischen Allianz und gehörte später der Gruppe zur Ausarbeitung der Charta der Grundrechte der Europäischen Union an. Während der zweiten Legislaturperiode war sie von 1999 bis 2004 Mitglied der Fraktion der Sozialdemokratischen Partei Europas, und dort zuletzt von 2001 bis 2004 Mitglied des Fraktionsvorstandes.
Des Weiteren war sie zwischen Juli 1999 und Januar 2002 Vizevorsitzende des Ausschusses für auswärtige Angelegenheiten, Menschenrechte, gemeinsame Sicherheit und Verteidigungspolitik sowie vom 4. April 2001 bis zum 19. Juli 2004 Vizepräsidentin des Europäischen Parlaments.
Nach ihrem Ausscheiden aus dem Europaparlament wurde Catherine Lalumière 2004 Präsidentin des Europahauses in Paris (Maison de l’Europe de Paris), einer Institution zur Information über Europa und Europapolitik. Von 2008 bis 2017 fungierte sie zudem als Präsidentin der Fédération Française des Maisons de l’Europe (FFME).